# Katastrofa lotu Nepal Airlines 183
Katastrofa lotnicza Nepal Airlines 183 – katastrofa lotnicza, która wydarzyła się 16 lutego 2014 roku. W katastrofie samolotu de Havilland Canada DHC-6 Twin Otter spowodowanej kontrolowanym lotem ku ziemi zginęło łącznie 18 osób, czyli wszyscy na pokładzie. Katastrofa miała miejsce w dżungli około 74 km na południowy zachód od Pokhara.

## Samolot
Samolot Twin Otter należał do państwowych linii lotniczych Nepal Airlines; wyprodukowano go w 1971 roku. Od grudnia 2013 roku wszystkie nepalskie linie lotnicze znalazły się na czarnej liście UE (zakaz lotów na terytorium wspólnoty) ze względu na lekceważenie standardów bezpieczeństwa.

## Katastrofa
Samolot wystartował z portu lotniczego w Katmandu, skąd miał dolecieć do Jumla z międzylądowaniem w Pokhara. Na pokładzie znajdowało się 18 osób (15 pasażerów i 3 członków załogi). Do Jumla miał dotrzeć o 13:45 (9:00 czasu polskiego). Po wystartowaniu z Pokhara samolot napotkał na niekorzystne warunki atmosferyczne, musiał omijać niebezpieczne strefy, kierując się na południe oraz czasem wzlatując w górę i w dół. Po trzydziestu minutach lotu z Pokhara piloci postanowili skierować maszynę do Gautam Buddha, skręcając w prawo, ale nadal opadając (pomimo ostrzeżeń drugiego pilota). Ostatni kontakt z maszyną miał miejsce o 13:13 czasu lokalnego, kiedy to podano lokalizację Khidim na drodze do Gautam Buddha. Wkrótce potem (nieznana dokładna godzina) samolot rozbił się o pokryte puszczą wzgórze Masine Lek w pobliżu miejscowości Dhikura i stanął w ogniu.
Chociaż nie było bezpośrednich świadków katastrofy, lokalni mieszkańcy widzieli szczątki rozbitego samolotu. Ze względu na złą widoczność początkowo nikt nie mógł dotrzeć na miejsce wypadku. Ostatecznie w odnalezieniu wraku pomogło namierzenie sygnału telefonu komórkowego kapitana. Gdy na miejscu zjawiły się służby ratownicze (dopiero następnego dnia), zastały tylko rozrzucone po wzgórzu kawałki samolotu i szczątki ludzkie.
Według nepalskiego wojska wzgórze, o które rozbił się samolot, leży na wysokości ponad 2100 m n.p.m. Prawdopodobnie ze względu na siłę uderzenia kawałki samolotu były znajdywane nawet 7 km od miejsca uderzenia.
Katastrofa jest jedną z wielu, które corocznie mają miejsce w Nepalu. Wiąże się to z trudnym lotniczo, górzystym ukształtowaniem kraju. Katastrofy lotnicze, które wydarzyły się od 2008 roku w tym kraju to: katastrofa lotu Agni Air 101, katastrofa lotu Agni Air CHT, katastrofa lotu Sita Air 601, katastrofa lotu Yeti Airlines 103, katastrofa lotu US-Bangla Airlines 211.

## Pasażerowie i załoga
Wszyscy pasażerowie, poza jednym Duńczykiem, byli obywatelami Nepalu. Na pokładzie znajdowało się jedno dziecko.
| Kraj  | Pasażerowie | Załoga | Razem |
| ----- | ----------- | ------ | ----- |
| Nepal | 14          | 3      | 17    |
| Dania | 1           | -      | 1     |
| Razem | 15          | 3      | 18    |

## Przyczyny
Władze Nepalu powołały czteroosobową komisję, która miała wyjaśnić przyczyny tragedii. Niedługo później udało się odnaleźć rejestrator parametrów lotu. Grupa badająca sprawę opublikowała swój raport 25 sierpnia 2014 roku. Wśród przyczyn wymieniono: brak koordynacji między członkami załogi, brak świadomości sytuacji wśród części załogi, a także przez fatalne warunki pogodowe, ograniczające widoczność.